# Sergio Hernández (pilota automobilistico)
Sergio Hernández (Jávea, 6 dicembre 1983) è un pilota automobilistico spagnolo, vincitore dello Yokohama Independents' Trophy del WTCC 2008 e del WTCC 2010, entrambi vinti con una BMW del Proteam Motorsport..

## Carriera
Hernández inizia la sua carriera nel karting all'età di 15anni. Nel 2001 decide di passare alla Formula Bmw portoghese. Sempre nel 2001 corre nella Formula Toyota Super Spagna continuando anche a gareggiare nel karting.

### Formula 3 e World Series
Nel 2002 compie un ulteriore passo in avanti nella propria carriera debuttando nella Formula 3 spagnola concludenno la stagione al nono posto. L'anno seguente è al volante di una monoposto nella Formula 3 inglese. A fine stagione risulterà all'ottavo posto in classifica generale. Nel 2004 il team dell'ex driver spagnolo Adrián Campos, lo ingaggia per correre la Formula 3 spagnola e Hernández otterrà un sesto posto a fine stagione in classifica. Nel 2005 Hernandez è ancora impegnato al volante di una monoposto nel World Series organizzato dalla casa automobilistica Nissan.

### GP2
Nel 2005 arriva il passaggio in GP2 Series. La prima stagione nel nuovo campionato lo vedrà chiudere al 20º posto con tre punti in classifica ottenuti con la vettura della Campos Racing. L'anno seguente il driver spagnolo si accorda con il team italiano Durango con il quale conquista ancora una volta tre punti complessivamente, chiudendo così al 23º posto.

### WTCC
Stagione 2007
Hernandez decide di abbandonare la GP2 per dedicarsi a tempo pieno al WTCC non disdegnando tuttavia qualche apparizione nella vecchia categoria. La prima stagione al volante di una vettura del World Touring Car lo vede impegnato con il team aretino di Valmiro Presenzini Mattoli, la Scuderia Proteam Motorsport. Il miglior risultato sarà un ottavo posto con la stagione che si chiude regalando al pilota iberico il 20º posto in classifica generale.
Stagione 2008
È l'anno in cui arriva il suo consacramento: rimasto al Proteam Motorsport, forma con il compagno di squadra Stefano D'Aste una delle coppie maggiormente affiatate e competitive dell'intero circus del WTCC; la lotta per il titolo Independents' è riservata alla coppia di piloti. A fine stagione, complice anche il ritiro di D'Aste prima dell'ultima gara, Hernandez si laurea Campione del Mondo nello Yokohama Independents' Trophy.
Stagione 2009
L'anno successivo si trasferisce al team Italy-Spain sempre alla guida di una BMW con la quale partecipa al WTCC 2009 in veste di pilota ufficiale, sostituendo l'altro iberico, Félix Porteiro, che nel frattempo si accorda con la Scuderia Proteam Motorsport. Non è una stagione fortunata per il Campione del Mondo Independents' che chiuderà all'undicesimo posto in classifica generale con una sola vittoria. Nel frattempo il team Bmw Italy-Spain decide di ritirarsi dal FIA WTCC lasciandolo così libero.
Stagione 2010
Arriva la chiamata da Arezzo con cui il Proteam Motorsport, dopo aver ufficializzato l'accordo con Stefano D'Aste, il 18 febbraio ricompone il duo di piloti che già aveva gareggiato nella stagione 2008. A fine stagione, dopo essere stato in testa dalla prima all'ultima gara, conquista la vittoria in Gara 2 a Macao vincendo così il suo secondo titolo Mondiale piloti nel Yokohama Independents' Trophy.

## Risultati

### GP2
| Anno | Scuderia       | 1   | 2   | 3   | 4   | 5   | 6   | 7   | 8   | 9   | 10  | 11  | 12  | 13  | 14  | 15  | 16  | 17  | 18  | 19  | 20  | 21  | 22  | 23  | Punti | Pos. |
| ---- | -------------- | --- | --- | --- | --- | --- | --- | --- | --- | --- | --- | --- | --- | --- | --- | --- | --- | --- | --- | --- | --- | --- | --- | --- | ----- | ---- |
| 2005 | Campos Racing  | SMR | SMR | ESP | ESP | MON | EUR | EUR | FRA | FRA | GBR | GBR | GER | GER | HUN | HUN | TUR | TUR | ITA | ITA | BEL | BEL | BHR | BHR | 3     | 20º  |
| 2005 | Campos Racing  | 11  | 8   | Rit | 18† | 8   | 15  | 5   | 13  | 14  | 16  | 12  | Rit | 19  | Rit | 18† | Rit | 20† | Rit | 7   | Rit | 20  | 15  | 18  | 3     | 20º  |
| 2006 | Durango        | VAL | VAL | SMR | SMR | EUR | EUR | ESP | ESP | MON | GBR | GBR | FRA | FRA | GER | GER | HUN | HUN | TUR | TUR | ITA | ITA |     |     | 1     | 23º  |
| 2006 | Durango        | Rit | NP  | Rit | 13  | 12  | Rit | Rit | 13  | 8   | SQ  | ES  | 14  | 11  | 10  | NC  | Rit | Rit | 11  | 10  | 13  | Rit |     |     | 1     | 23º  |
| 2007 | Trident Racing | BHR | BHR | ESP | ESP | MON | FRA | FRA | GBR | GBR | EUR | EUR | HUN | HUN | TUR | TUR | ITA | ITA | BEL | BEL | VAL | VAL |     |     | 0     | 36°  |
| 2007 | Trident Racing |     |     |     |     |     |     |     |     |     |     |     |     |     |     |     |     |     |     |     | Rit | 19  |     |     | 0     | 36°  |